# Communauté de communes du Liamone
Die Communauté de communes du Liamone ist ein ehemaliger französischer Gemeindeverband mit der Rechtsform einer Communauté de communes im Département Corse-du-Sud in der Region Korsika. Sie wurde am 1. Januar 2014 gegründet und umfasste 24 Gemeinden. Der Verwaltungssitz befand sich im Ort Vico.

## Historische Entwicklung
Mit Wirkung vom 1. Januar 2017 fusionierte der Gemeindeverband mit der Communauté de communes des Deux Sevi und bildete so die Nachfolgeorganisation Communauté de communes de l’Ouest Corse.

## Ehemalige Mitgliedsgemeinden
1. Ambiegna
2. Arbori
3. Arro
4. Azzana
5. Balogna
6. Calcatoggio
7. Cannelle
8. Casaglione
9. Coggia
10. Guagno
11. Letia
12. Lopigna
13. Murzo
14. Orto
15. Pastricciola
16. Poggiolo
17. Renno
18. Rezza
19. Rosazia
20. Salice
21. Sant’Andréa-d’Orcino
22. Sari-d’Orcino
23. Soccia
24. Vico